# Вильгельм I (герцог Брауншвейга)
Вильгельм I Брауншвейгский (1270 — 30 сентября 1292, Брауншвейг) — герцог Брауншвейг-Люнебурга, который короткое время правил частью герцогства.

## Жизнь
Вильгельм был третьим сыном Альбрехта I, герцога Брауншвейг-Люнебурга. После смерти Альбрехта в 1279 году ему наследовали три старших сына; их регентом был брат покойного отца, князь-епископа Вердена Конрад. Достигнув совершеннолетия, в 1291 году они поделили между собой наследственные территории: Вильгельм получил северную часть государства своего отца, включая Брауншвейг, Шёнинген, Гарцбург, Зезен и Кёнигслуттер. Братья не пришли к соглашению по поводу суверенитета Брауншвейга.
Всего год спустя Вильгельм скончался, и его братья поделили его территорию между собой. Он был женат на Елизавете, дочери Генриха I, ландграфа Гессена, но брак был бездетным.